# Cidade independente (Estados Unidos)
Nos Estados Unidos, uma cidade independente é uma cidade que não pertence a nenhum condado em particular. Pois os condados são historicamente instituições fortes com base em governos locais na maioria do território dos Estados Unidos, mais precisamente no estado estadunidense de Virgínia, cuja algumas cidades têm uma constituição de estado, que torna seu status especial. O United States Census Bureau usa "balanços" nos municípios para a apresentação formal de informações e estatísticas, tratando as cidades independentes equivalentes aos condados para a medição. As cidades independentes não são como cidades-condado consolidadas, como Denver, San Francisco ou Filadélfia. Baltimore, Maryland é a maior cidade independente dos Estados Unidos.

## Virgínia
Trinta e nove de 42 cidades dos Estados Unidos são independentes e a maioria é localizado no estado de Virgínia. As três únicas grandes cidades independentes que não estão na Virgínia são: Baltimore, Maryland, St. Louis, Missouri e Carson City, Nevada.

### História
Na Virgínia, todos os municípios incorporados como "cidades" foram também "cidades independentes", chamadas também de "cidades livres", desde 1871, quando uma constituição de estado revisto entrou em vigor após a Guerra Civil Americana que dividiu a Vigínia em duas, que criará a Virgínia Ocidental. As 39 cidades independentes da Virgínia não são praticamente partes de algum condado, embora geograficamente podem ser cercados por um. Uma cidade independente da Virgínia pode servir como sede de condado de um condado adjacente, entretanto a cidade, por definição não é parte do condado. Alguns outros municípios da Virgínia, embora possam ser mais populosas do que algumas outras cidades existentes independentes, são cidades incorporadas. Estas cidades sempre fazem parte de um condado. Cidades incorporadas possuem poderes limitados, variando em cada lei. Normalmente compartilham muitos aspectos, tais como tribunais públicos, divisão escolar dentro do próprio município.
No estado da Virgínia há duas categorias de cidade. A principal diferença diz respeito ao sistema judicial. Uma cidade de primeira classe (por exemplo, Virginia Beach), têm o seu próprio Tribunal Distrital Geral e a sua própria Corte de Justiça. A cidade de segunda classe (por exemplo, Fairfax City e Falls Church), possuem o seu próprio Tribunal Distrital, mas não a sua própria Corte de Justiça.
Os três condados mais velhos de Virgínia, cujas origens remontam aos oito originais condados do estado, formadas em 1634 na colônia, têm cidade em seus nomes, no entanto politicamente são condados. As cidades independentes foram formadas para centralizar o comércio e assuntos legais como os sistemas mercantes mais antigos.

### Condado de Arlington
O Condado de Arlington, comumente referido como simplesmente "Arlington", não é uma cidade independente. No entanto, muitas vezes é considerada, popularmente, para ser uma cidade, pois é geograficamente pequena e densa e totalmente urbanizada, é comparada no tamanho com outras cidades independentes na comunidade, mas não há aos seus arredores nenhuma outra cidade independente.

### Ex-cidades
As ex-cidades independentes agora extintas foram as maiores existentes no estado da Virgínia, incluem:
- Clifton Forge, que desistiu de uma incorporação municipal em 2001, e é agora uma cidade incorporada no Condado de Alleghany.
- Manchester, foi consolidada em um acordo mútuo com a cidade de Richmond em 1910.
- South Boston, desistiu de sua incorporação municipal em 1994, e é agora uma cidade incorporada do Condado de Halifax.
- South Norfolk, se fundiu com o Condado de Norfolk em 1963 para formar a cidade de Chesapeake.

Outras duas cidades independentes que existiram por um curto período de tempo:
- Nansemond, criada a partir do Condado de Nansemond em 1972, foi fundida em 1974 com a então cidade de Suffolk e três comunidades não incorporadas dentro das fronteiras anteriores para formar a cidade de Suffolk.
- Warwick, foi formada a partir do ex-Condado de Warwick em 1952, foi consolidada em 1958 por um mútuo acordo com a recém-expandida cidade de Newport News.

## Em outros estados estadunidenses
- A cidade de Baltimore, Maryland, está separada do Condado de Baltimore desde 1851.
- Carson City, Nevada, consolidada com o Condado de Ormsby em 1969, no entanto, o Condado de Ormsby foi dissolvido.
- A cidade de St. Louis, Missouri, foi separada do Condado de St. Louis em 1876.